# Mistrzostwa Europy w Lekkoatletyce 1958 – maraton mężczyzn
Bieg maratoński mężczyzn był jedną z konkurencji rozgrywanych podczas VI Mistrzostw Europy w Sztokholmie. Został rozegrany 24 sierpnia 1958 roku. Zwycięzcą tej konkurencji został reprezentant ZSRR Siergiej Popow. W rywalizacji wzięło udział dwudziestu pięciu zawodników z siedemnastu reprezentacji.

## Rekordy
| Rekord świata     | Jim Peters (GBR)      | 2:17:39,4 | Chiswick, Wielka Brytania | 26.06.1954 |
| Rekord mistrzostw | Veikko Karvonen (FIN) | 2:24:51,6 | Berno, Szwajcaria         | 25.08.1954 |

## Wyniki
| Miejsce | Zawodnik               | Czas      | Uwagi |
| ------- | ---------------------- | --------- | ----- |
| 1       | Siergiej Popow         | 2:15:17,0 | [ a ] |
| 2       | Iwan Filin             | 2:20:50,6 |       |
| 3       | Fred Norris            | 2:21:15,0 |       |
| 4       | Peter Wilkinson        | 2:21:40,0 |       |
| 5       | Lothar Beckert         | 2:22:11,2 |       |
| 6       | Veikko Karvonen        | 2:22:45,8 |       |
| 7       | Arnold Vaide           | 2:25:54,2 |       |
| 8       | Edoardo Righi          | 2:26:52,0 |       |
| 9       | Jürgen Wedeking        | 2:27:57,0 |       |
| 10      | Eino Pulkkinen         | 2:28:35,4 |       |
| 11      | Aurèle Vandendriessche | 2:30:26,0 |       |
| 12      | Thomas Nilsson         | 2:31:04,2 |       |
| 13      | Vito di Terlizzi       | 2:31:09,0 |       |
| 14      | José Araujo            | 2:31:18,4 |       |
| 15      | Franjo Škrinjar        | 2:32:58,4 |       |
| 16      | Adolf Gruber           | 2:34:09,8 |       |
| 17      | Paul Genève            | 2:35:20,4 |       |
| 18      | Victor Olsen           | 2:35:50,0 |       |
| 19      | Artur Wittwer          | 2:36:13,8 |       |
| 20      | Miguel Navarro         | 2:38:10,0 |       |
| 21      | Cornelius Bleeker      | 2:38:45,6 |       |
| 22      | Arthur Hansen          | 2:41:57,2 |       |
| –       | Franjo Mihalić         | DNF       |       |
| –       | Alain Mimoun           | DNF       |       |
| –       | Finn Systad            | DNF       |       |